# 19. století

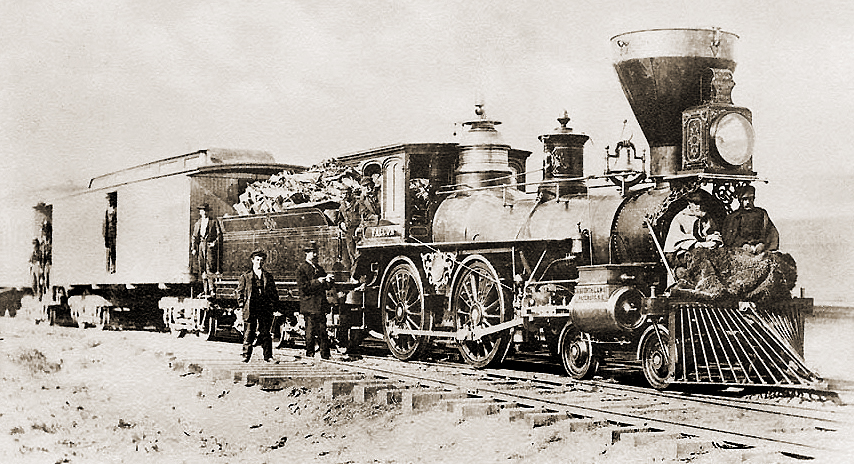
Železnice a parní lokomotiva se staly symboly průmyslové revoluce a také 19. století

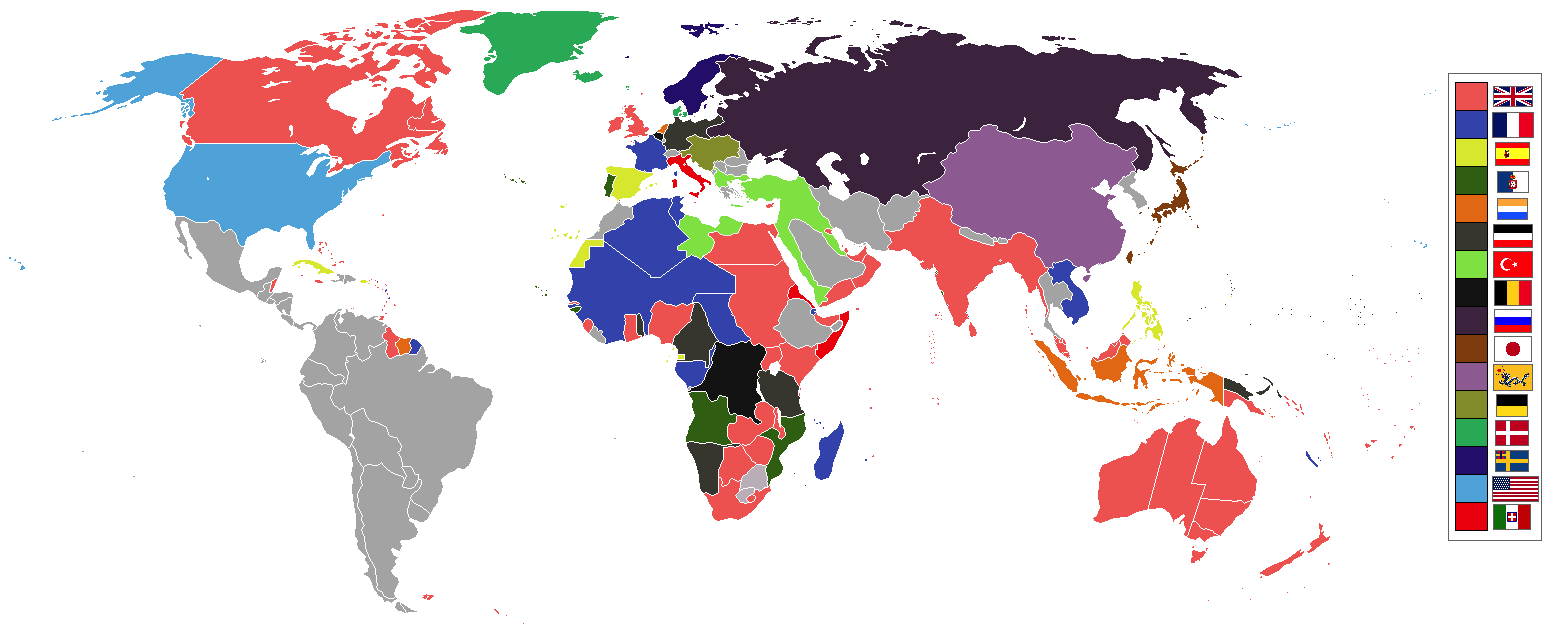
Imperiální mocnosti kolem roku 1898

Devatenácté století je podle Gregoriánského kalendáře perioda mezi 1. lednem 1801 a 31. prosincem 1900. Jedná se o deváté století druhého tisíciletí.
V 19. století zažila především Evropa spolu se Severní Amerikou neobyčejně rychlý hospodářský růst, který zásadně pozměnil zemědělství a nastartoval těžbu spolu s průmyslovou výrobou. Vedle tohoto hospodářského růstu zaznamenal Starý kontinent, i díky novým vědeckým poznatkům a zkvalitnění lékařské péče, nevídaný nárůst obyvatelstva. Prudký ekonomický rozvoj napomohl evropským zemím v mocenské expanzi během vrcholného období kolonialismu. Kvůli světové dominanci Evropy proto bývá 19. století nazýváno evropským stoletím, i stoletím páry.
Na počátku tohoto století prožila Evropa dlouhé období krvavých konfliktů, kdy se většina evropských monarchií spojila proti revoluční Francii ve francouzských revolučních a napoleonských válkách. Období po Vídeňském kongresu, kdy se evropské mocnosti spolupracující v rámci Svaté aliance snažily čelit nové revoluční vlně, bývá označováno jako koncert velmocí. Zároveň je pro toto období charakteristická dominance Spojeného království, jehož ekonomika posílená za průmyslové revoluce byla v 19. století zdaleka nejrozvinutější. Nejsilnější otřes zažila většina evropských států v roce 1848, kdy revoluční vlnu rozdmýchaly hospodářské problémy, sílící nacionalismus a liberální a sociální požadavky nespokojených částí tehdejší společnosti. Nejrozsáhlejšími konflikty druhé poloviny tohoto století byly krymská válka a americká občanská válka. Krymská válka, jež proběhla v letech 1853 až 1856, nezastavila postupné rozdrobování Osmanská říše. Válka Severu a Jihu předznamenala růst hospodářské i politické moci Spojených států amerických. Nově sjednocené Německo a Itálie se vedle tradičních evropských mocností v poslední třetině 19. století zúčastnily závodu v rozšiřování svých impérií v Asii a Africe. Výrazné posílení Německa a toto soupeření pak vedlo k narušení mocenské rovnováhy, vytvoření vojenských aliancí a v konečném důsledku i k první světové válce, která bývá pokládána za symbolický konec dlouhého 19. století.

## Významné události

### 1801 až 1810

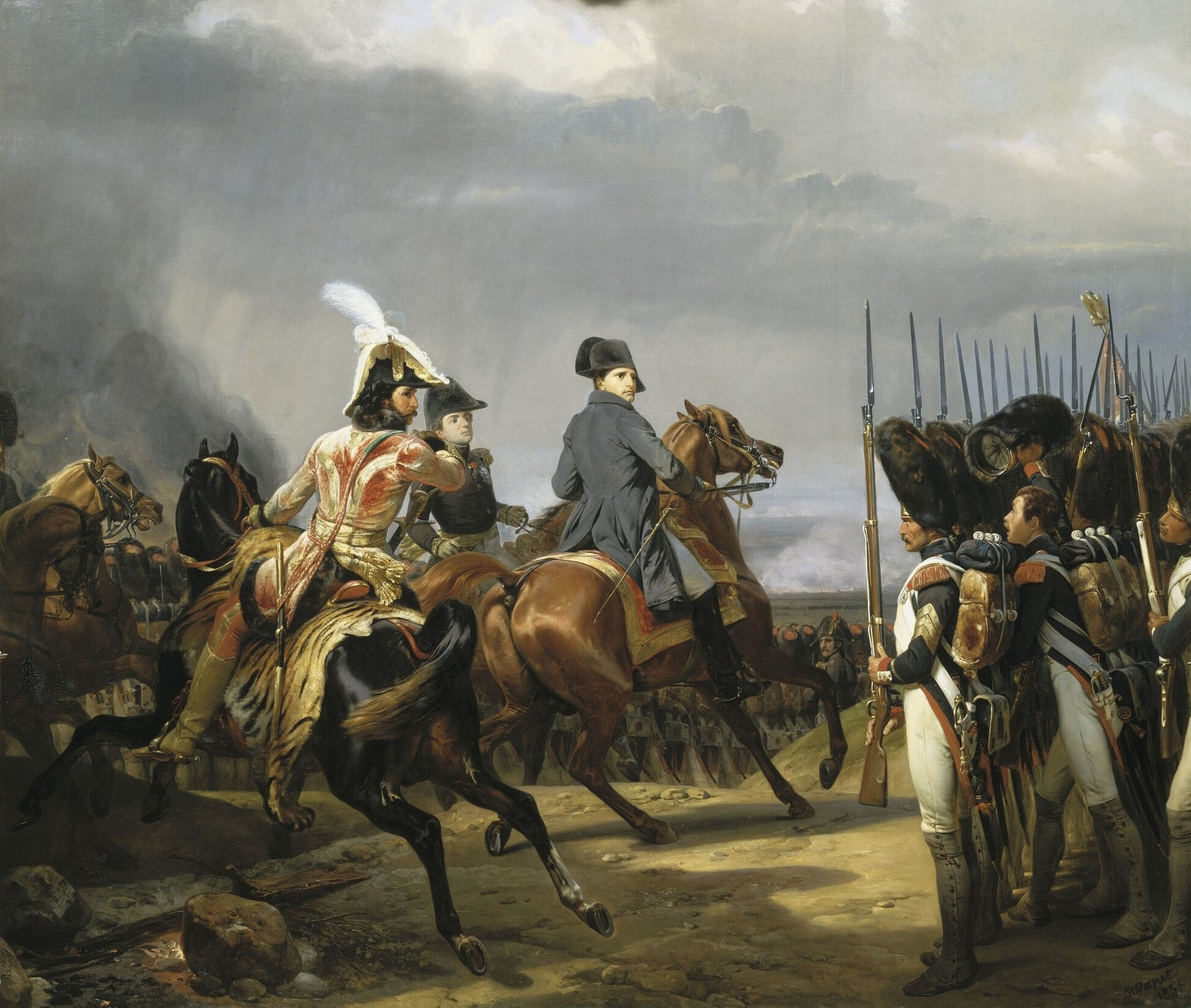
Napoleon se svou císařskou gardou před bitvou u Jeny

- 1801 objevil italský astronom Giuseppe Piazzi trpasličí planetu Ceres.
- 1801 došlo ke spojení království Velké Británie a irského království a vzniku Spojeného království Velké Británie a Irska.
- 30. dubna 1803 byla podepsána smlouva o koupi Louisiany mezi Francií a Spojenými státy americkými.
- 2. prosince 1804 se Napoleon Bonaparte korunoval francouzským císařem.
- 1805 proběhla válka třetí koalice v rámci napoleonských válek. Francouzské loďstvo bylo poraženo v bitvě u Trafalgaru a Napoleon porazil Rakušany a Rusy v bitvě u Slavkova.
- 6. srpna 1806 abdikoval císař František II., čímž zanikla Svatá říše římská.
- 1810–1820 získaly španělské a portugalské kolonie v Jižní Americe nezávislost.

### 1810 až 1820

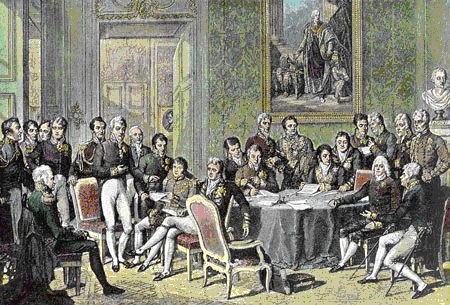
Vídeňský kongres

- 1812 začalo Napoleonovo tažení do Ruska.
- 16.–19. října 1813 byl Napoleon poražen v bitvě u Lipska.
- 31. března 1814 dobyla vojska šesté koalice Paříž. Napoleon byl odvezen do vyhnanství na ostrově Elba.
- 1815 Napoleon uniknul z Elby a na 100 dní obnovil francouzské císařství.
- 18. června 1815 byl Napoleon definitivně poražen v bitvě u Waterloo. Císař byl následně deportován na ostrov Svatá Helena.
- 1. října 1814 – 9. června 1815 proběhl Vídeňský kongres, který řešil uspořádání ponapoleonské Evropy.

### 1820 až 1830

Povstání děkabristů

- 1821–1830 proběhla řecká osvobozenecká válka, která skončila porážkou Osmanů a vznikem samostatného řeckého státu.
- 2. prosince 1823 vyhlásil prezident Spojených států amerických, James Monroe takzvanou Monroeovu doktrínu.
- 2. března 1824 se narodil český hudební skladatel Bedřich Smetana.
- 1825 bylo v Rusku potlačeno povstání Děkabristů.
- 1828 se narodili spisovatelé Jules Verne a Lev Nikolajevič Tolstoj.
- 1829 získalo Srbské knížectví autonomii na Osmanské říši.

### 1830 až 1840

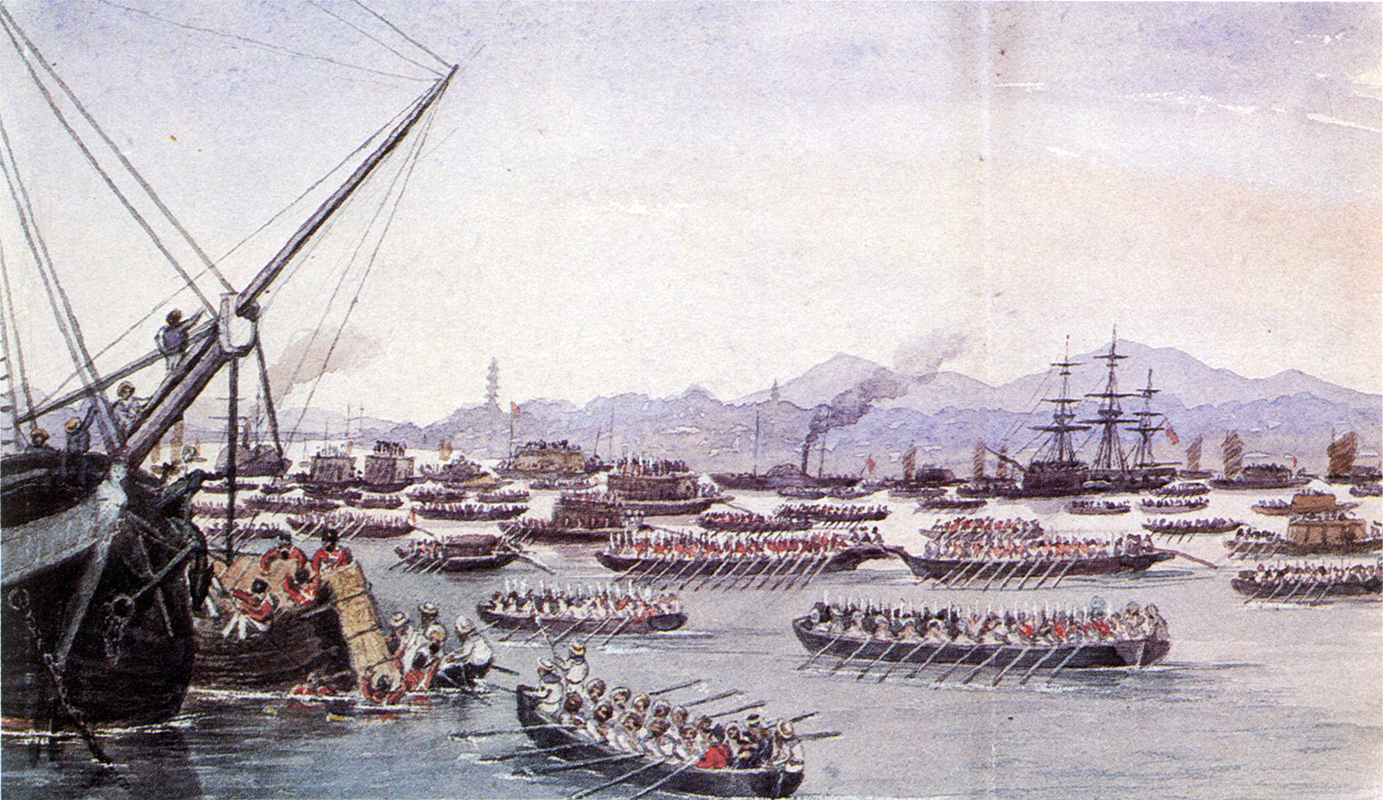
Britové se vyloďují u Kantonu během první opiové války

- 1830 proběhla Červencová revoluce ve Francii.
- 1830 vypukla belgická revoluce, která vedla k ustanovení samostatné Belgie.
- 1830 došlo k rozdělení Velké Kolumbie na samostatné státy Ekvádor, Venezuela a Republika Nová Granada.
- 29. listopadu 1830 – 21. října 1831 proběhlo neúspěšné Listopadové povstání Poláků proti Ruskému impériu.
- 1. srpna 1834 vstoupil v Britském impériu v platnost zákon zakazující obchod s otroky.
- 1839–1842 proběhla v Číně první opiová válka.

### 1840 až 1850

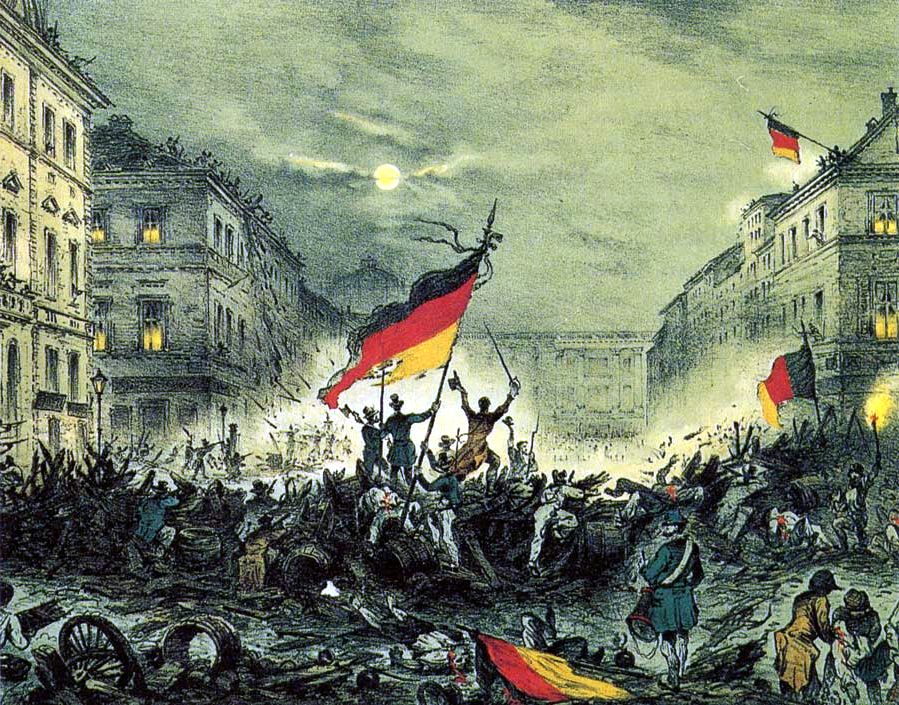
Revoluční protesty v Berlíně

- 5. října 1842 bylo v Plzni vynalezeno Plzeňské pivo.
- 1845–1849 postihl Irsko velký hladomor, který předznamenal exodus Irů do Spojených států amerických.
- 1846–1848 proběhla mexicko-americká válka, která vedla k odstoupení severních částí Mexika Spojeným státům.
- 1848 vypukla ve velkém množství evropských měst revoluce.
- 21. února 1848 byl na londýnském sjezdu komunistů vydán Komunistický manifest.
- 2.–12. června 1848 se v Praze konal Všeslovanský sjezd. Během jeho konání vypukly ve městě studentské protesty, které ukončil až střet povstalců s armádou, která revoluci záhy potlačila.
- 7. září 1848 zrušil rakouský císař Ferdinand I. Dobrotivý poddanství v rakouském císařství.
- 2. prosince 1848 se rakouským císařem stal František Josef I., který v monarchii vládl až do roku 1916.
- 1848–1855 proběhla kalifornská zlatá horečka.

### 1850 až 1860

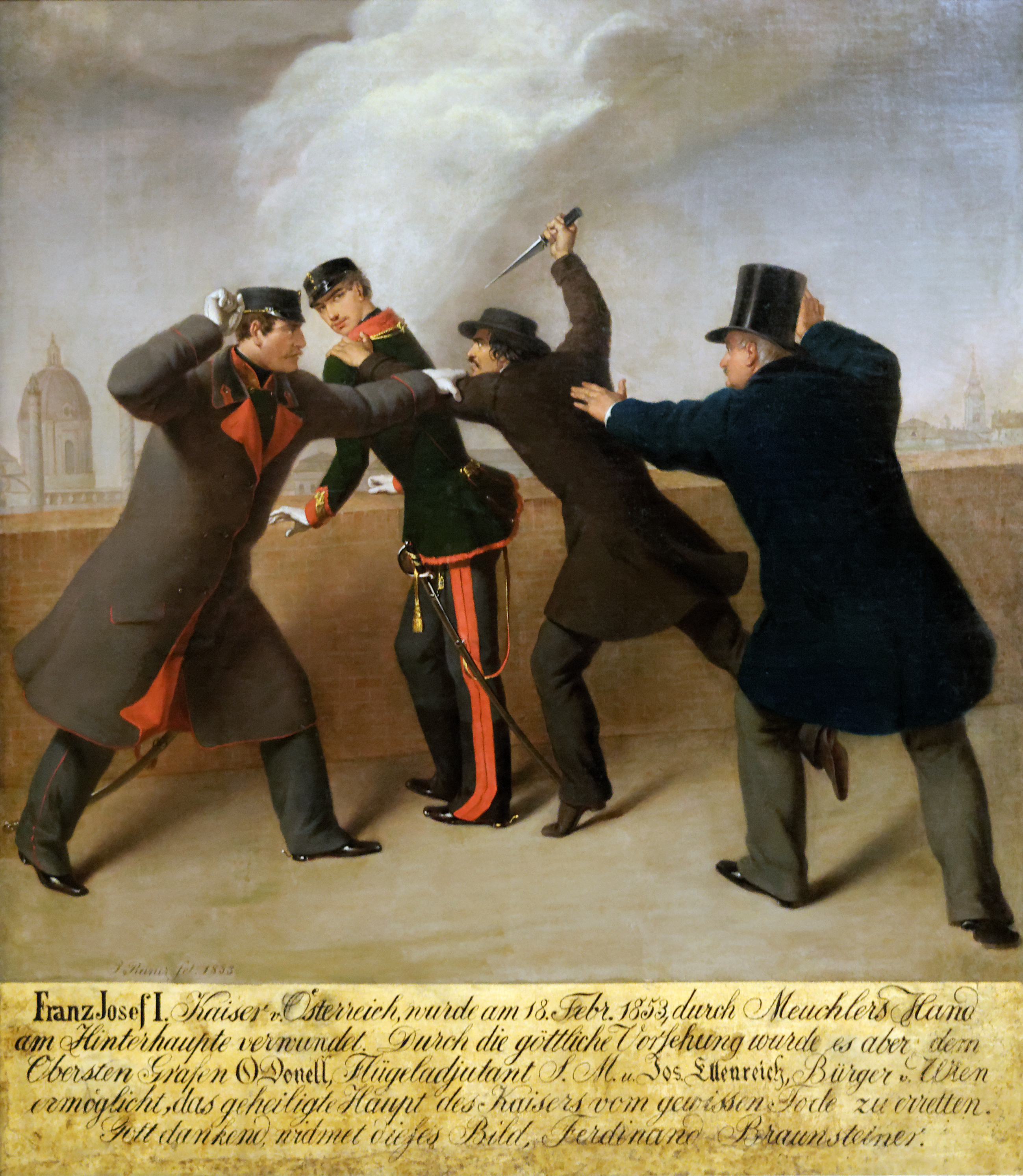
Neúspěšný atentát na Františka Josefa I. v roce 1853

- 7. března 1850 se narodil Tomáš Garrigue Masaryk.
- 1853–1856 proběhla Krymská válka, v níž se střetlo carské Rusko s Osmanskou říší podporovanou Spojeným královstvím, Francií a Sardinským královstvím.
- 16. listopadu 1855 objevil skotský cestovatel David Livingstone Viktoriiny vodopády na řece Zambezi.
- 1856–1860 proběhla v Číně druhá opiová válka.
- 1. listopadu 1858 byla ustanovena kolonie Britská Indie.
- 24. listopadu 1859 dokončil britský přírodovědec Charles Darwin svou knihu O původu druhů, v níž poprvé uveřejnil svou evoluční teorii.
- 1859–1869 byl vybudován Suezský průplav.

### 1860 až 1870

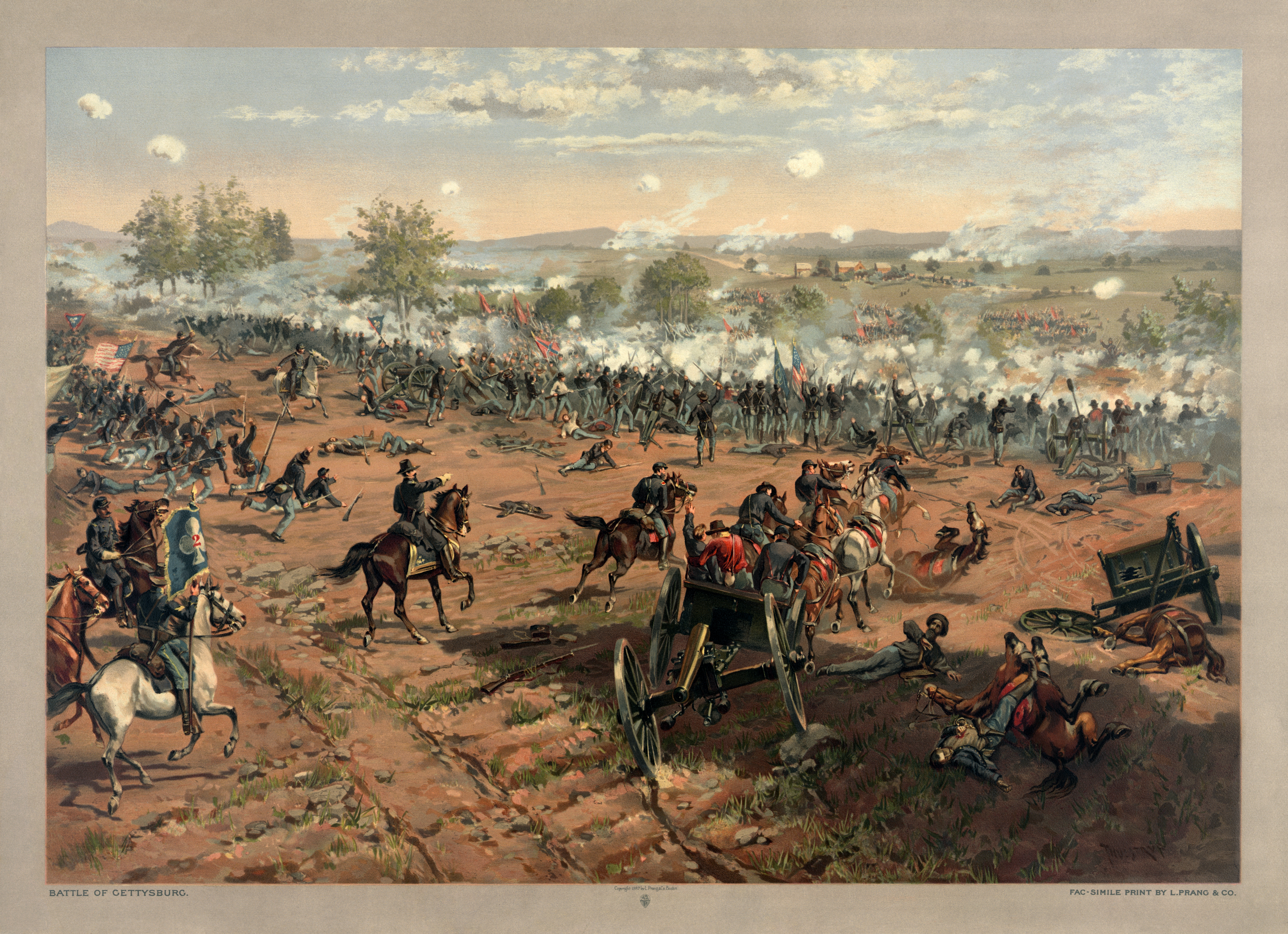
Bitva u Gettysburgu

- 1860 zahájil italský revolucionář Giuseppe Garibaldi tažení známé jako Expedice tisíce, které bylo součástí snah na sjednocení Itálie.
- 1861 zrušil ruský car Alexandr II. nevolnictví.
- 1861–1865 proběhla americká občanská válka.
- 8. prosince 1861 – 21. června 1867 se uskutečnila neúspěšná francouzská intervence v Mexiku, která však skončila vítězstvím mexických republikánů.
- 23. listopadu 1862 byl Otto von Bismarck jmenován pruským ministrem zahraničí.
- 1. ledna 1863 vstoupila v platnost Proklamace o zrovnoprávnění otroků, kterou pro státy Unie vydal prezident Abraham Lincoln.
- 1863 byl založen Mezinárodní červený kříž.
- 1863–1865 proběhlo na polském území Lednové povstání proti carskému Rusku.
- 14. června – 23. srpna 1866 proběhla prusko-rakouská válka, v jejímž důsledku zanikl Německý spolek. Porážka Rakouska předznamenala přetvoření monarchie v Rakousko-Uhersko.
- 1867 prodal ruský car Alexandr II. Spojeným státům americkým Aljašku.
- 1868 započal japonský císař Meidži období reforem.
- 6. března 1869 představil ruský chemik Dmitrij Ivanovič Mendělejev Periodický zákon, kterým se řídí jeho periodická tabulka chemických prvků.

### 1870 až 1880

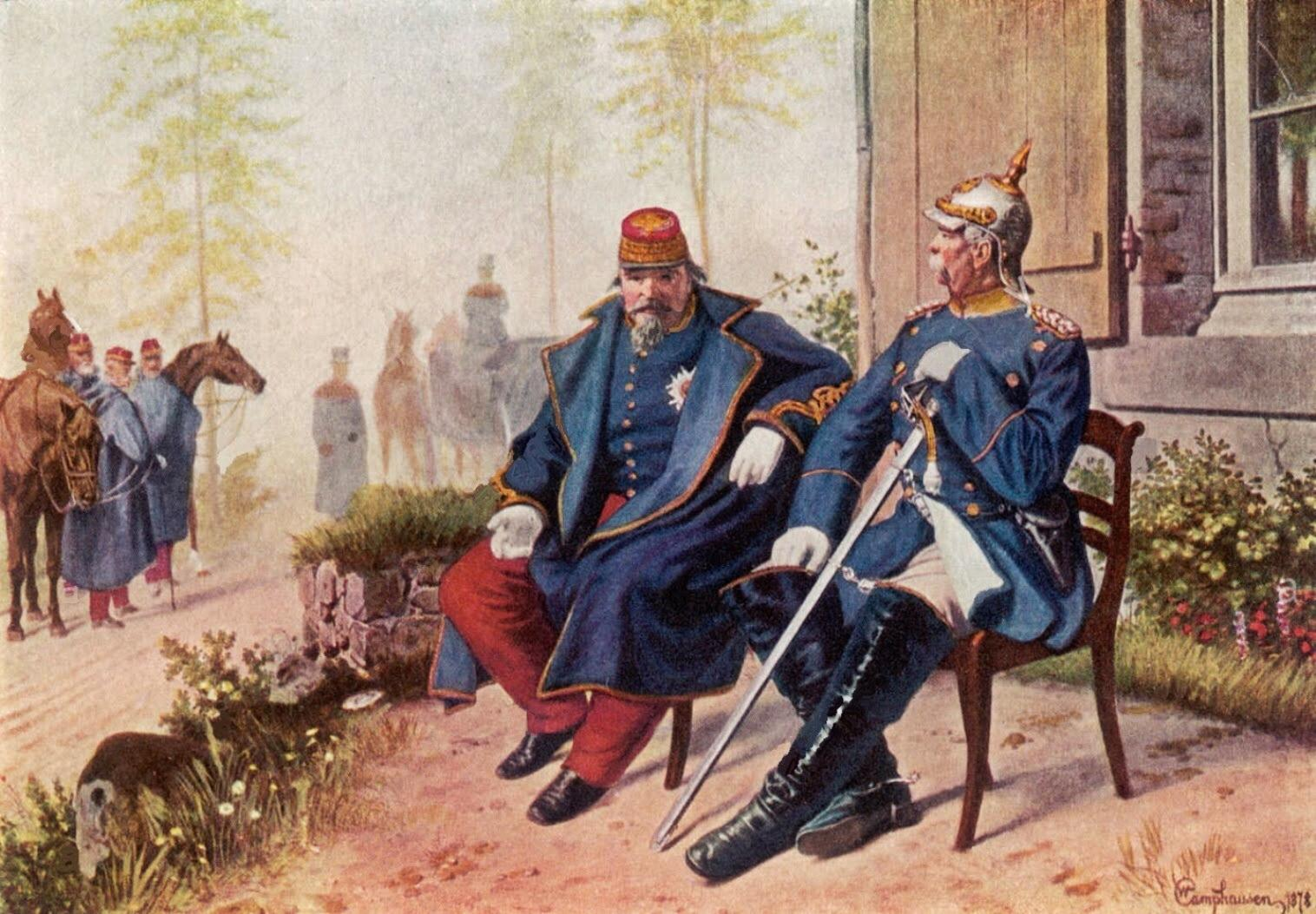
Francouzský císař Napoleon III. a pruský kancléř Otto von Bismarck po bitvě u Sedanu

- 19. července 1870 – 10. května 1871 proběhla prusko-francouzská válka, v jejímž důsledku vzniklo sjednocené Německé císařství a došlo k završení sjednocování Itálie.
- 18. ledna 1871 byl pruský král Vilém I. prohlášen německým císařem.
- 1871–1878 proběhl politický a náboženský konflikt mezi německým císařstvím a katolickou církví, známý jako Kulturkampf.
- 24. dubna 1877 – 3. března 1878 proběhla rusko-turecká válka. V jejím důsledku získali na Osmanské říši samostatnost Srbské knížectví, Černá Hora a Rumunsko. Autonomie byla přiznána bulharskému knížectví.
- 7. října 1879 byla podepsána spojenecká smlouva mezi Německým císařstvím a Rakousko-Uherskem, čímž vzniknul Dvojspolek.
- 1879 proběhla britsko-zulská válka, v níž si Britové podmanili království Zulů.

### 1880 až 1890

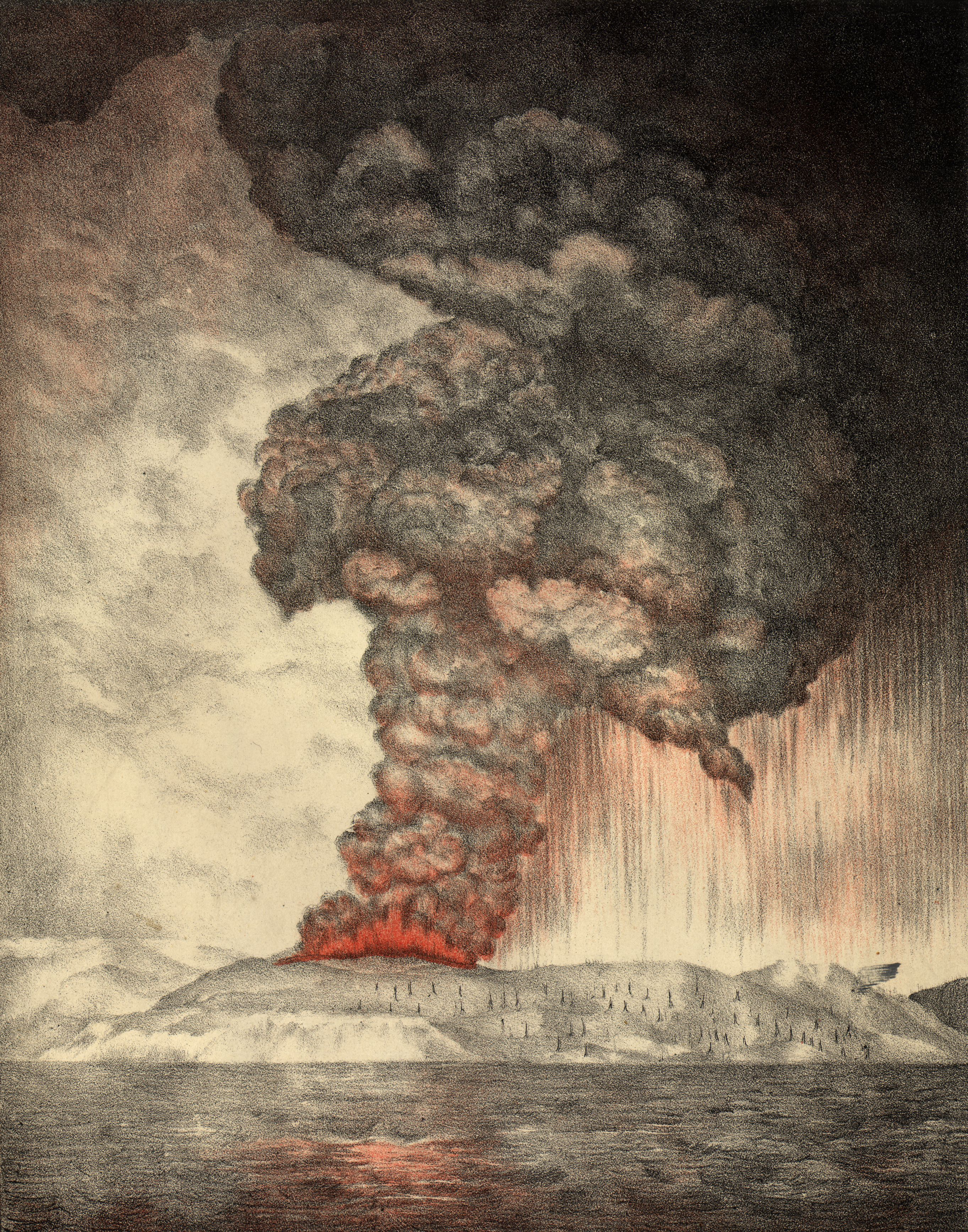
Výbuch sopky Krakatoa

- 11. června 1881 došlo k prvnímu otevření Národního divadla v Praze.
- 20. května 1882 přistoupila k Dvojspolku Itálie, čímž vzniknul Trojspolek.
- srpen 1883 explodovala sopka Krakatoa, výbuch a následné vlny tsunami způsobily smrt 36 000 lidí. Teplota na Zemi klesla o 1,2 °C na dobu přibližně pěti let.
- 18. listopad 1883 bylo po požáru a následné přestavbě znovu otevřeno Národní divadlo v Praze.
- 1885 provedl Louis Pasteur úspěšný test na vakcínu proti vzteklině.
- 1887 patentoval Alfréd Nobel bezdýmový střelný prach.
- 1887 zveřejnil Ludvík Lazar Zamenhof konečnou verzi umělého jazyka esperanto.
- 1888 začal vycházet Ottův slovník naučný.
- 1889 byl postaven Weisshuhnův náhon po proudu řeky Moravice.

### 1890 až 1900

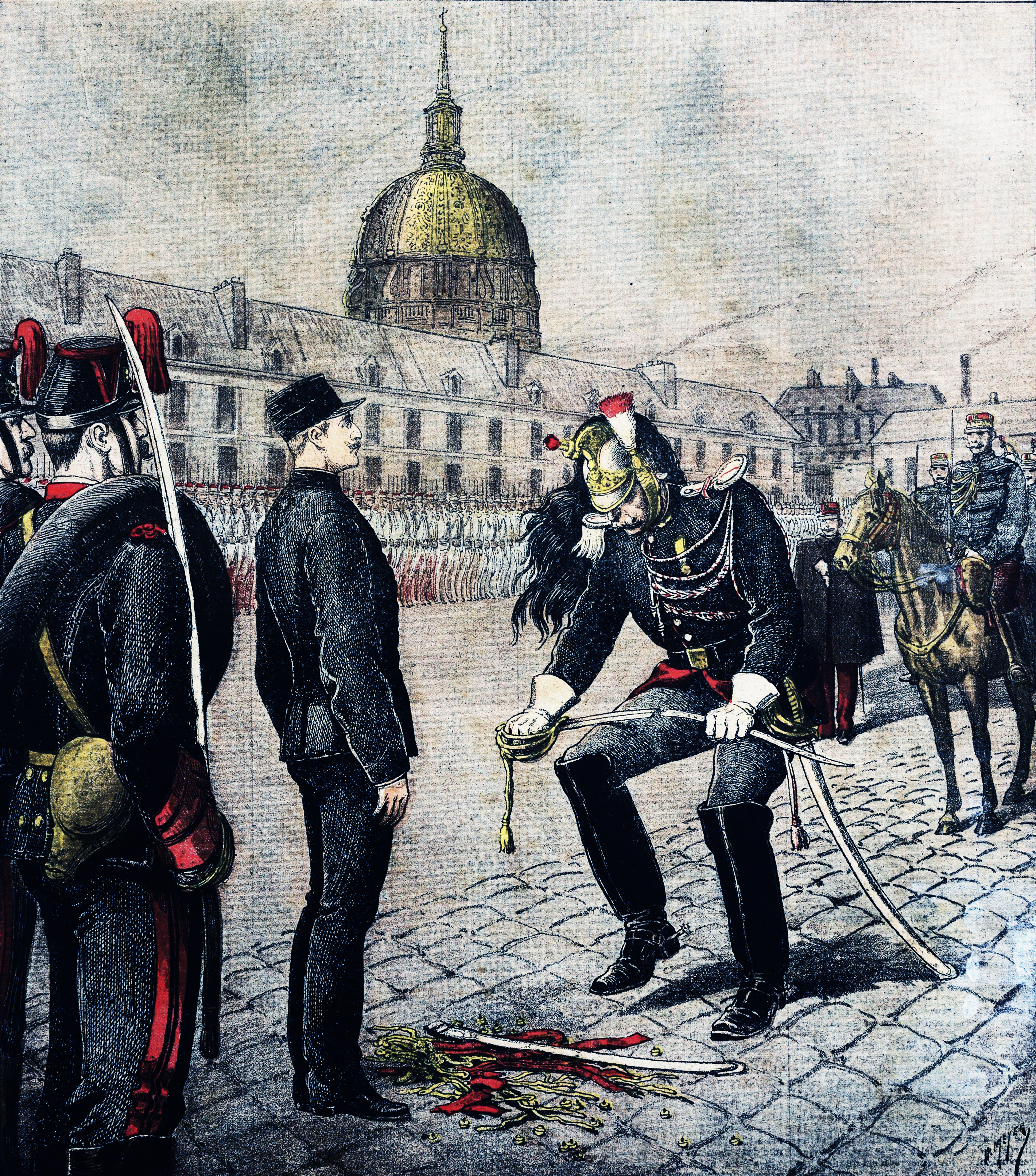
Degradace Alfreda Dreyfuse

- 15. května 1891 vydal papež Lev XIII. encykliku Rerum novarum, v níž církev zaujala oficiální stanovisko k sociálním otázkám.
- 1893 získaly ženy hlasovací právo na Novém Zélandu.
- 1894 uzavřela Francie a Rusko spojeneckou smlouvu, která položila základ pozdější Trojdohodě.
- 1894 se ve Francii rozhořela Dreyfusova aféra.
- 1896 se v Athénách konaly první novodobé Olympijské hry.
- 25. dubna – 12. srpna 1898 proběhla španělsko-americká válka.
- 2. listopad 1899 začalo v Číně povstání Boxerů.

## Osobnosti
Mezi osobnosti kultury a vědy v 19. století patřili Johann Wolfgang von Goethe (1749–1832), Ludwig van Beethoven (1770–1827), Jane Austenová (1775–1817), George Gordon Byron (1788–1824), Alexandr Sergejevič Puškin (1799–1837), Honoré de Balzac (1799–1850), Alexandre Dumas starší (1802–1870), Victor Hugo (1802–1885), Hans Christian Andersen (1805–1875), Edgar Allan Poe (1809–1849), Nikolaj Vasiljevič Gogol (1809–1852), Charles Darwin (1809–1882), Fryderyk Chopin (1810–1849), Charles Dickens (1812–1870), Karl Marx (1818–1883), Fjodor Michajlovič Dostojevskij (1821–1881), Jules Verne (1828–1905), Lev Nikolajevič Tolstoj (1828–1910), Petr Iljič Čajkovskij (1840–1893), Émile Zola (1840–1902), Friedrich Nietzsche (1844–1900), Thomas Alva Edison (1847–1931), Vincent van Gogh (1853–1890), Oscar Wilde (1854–1900), Nikola Tesla (1856–1943), Anton Pavlovič Čechov (1860–1904) a Marie Curie-Skłodowská (1867–1934).
Mezi přední české osobnosti 19. století patřili Josef Dobrovský (1753–1829), Josef Jungmann (1773–1847), Jan Evangelista Purkyně (1787–1869), František Palacký (1798–1876), Josef Kajetán Tyl (1808–1856), Karel Hynek Mácha (1810–1836), Karel Jaromír Erben (1811–1870), Karel Havlíček Borovský (1821–1856), Božena Němcová (1820–1862), Gregor Mendel (1822–1884), Bedřich Smetana (1824–1884), Karolina Světlá (1830–1899), Jan Neruda (1834–1891), Antonín Dvořák (1841–1904), Josef Václav Sládek (1845–1912), Svatopluk Čech (1846–1908), Alois Jirásek (1851–1930), Mikoláš Aleš (1852–1913) a Jaroslav Vrchlický (1853–1912).